# Maarten Tjallingii
Maarten Tjallingii (Leeuwarden, Países Baixos, 5 de novembro de 1977) é um ciclista neerlandês. Foi profissional desde 2003 até 2016.

## Trajetória
Em 2006 ganhou a Volta à Bélgica e acabou segundo na mesma prova em 2007. Também ganhou em 2006 a Volta ao Lago Qinghai. Anteriormente, em 2003, ganhou o Tour du Faso, do que já tinha ganhado uma etapa em 2001.
Em 19 de junho de 2016 anunciou sua retirada do ciclismo, ao finalizar a Ster ZLM Toer, depois de catorze temporadas como profissional e com 38 anos de idade.

## Palmarés
- 2001
  - 1 etapa do Tour de Faso

- 2003
  - Rund um Rhede
  - Tour du Faso, mais 1 etapa

- 2006
  - Volta ao Lago Qinghai, mais 1 etapa
  - Volta à Bélgica, mais 1 etapa

- 2013
  - 1 etapa do World Ports Classic

## Resultados em Grandes Voltas e Campeonatos do Mundo
| Corrida            | Corrida            | 2003 | 2004 | 2005 | 2006 | 2007 | 2008 | 2009  | 2010  | 2011 | 2012 | 2013  | 2014  | 2015  | 2016  |
| ------------------ | ------------------ | ---- | ---- | ---- | ---- | ---- | ---- | ----- | ----- | ---- | ---- | ----- | ----- | ----- | ----- |
|                    | Giro d'Italia      | —    | —    | —    | —    | —    | —    | 100.º | —     | —    | —    | 131.º | 92.º  | 119.º | 124.º |
|                    | Tour de France     | —    | —    | —    | —    | —    | —    | —     | 132.º | 99.º | Ab.  | —     | —     | —     | —     |
|                    | Volta a Espanha    | —    | —    | —    | —    | —    | 58.º | —     | —     | —    | —    | —     | 137.º | Ab.   | —     |
| Mundial em Estrada | Mundial em Estrada | —    | —    | —    | Ab.  | —    | 66.º | —     | —     | 44.º | —    | —     | —     | —     | —     |

—: não participa

Ab.: abandono

## Equipas
- Marco Polo Cycling (2003-2005)
- Skil-Shimano (2006-2007)
- Silence-Lotto (2008)
- Rabobank/Blanco/Belkin/Lotto NL (2009-2016)
  - Rabobank (2009-2010)
  - Rabobank Cycling Team (2011-2012)
  - Blanco Pro Cycling (2013)[3]
  - Belkin-Pro Cycling Team (2013-2014)
- Team Lotto NL-Jumbo (2015-2016)